# Marajil
Marajil, död 786, var konkubin till kalifen Harun al-Rashid (regent 786-809) och mor till kalif Al-Mamun (regent 813-833).
Källorna tyder på att Marajil var dotter till en av de persiska rebellledarna i Khorasan, Ustadh Sis, som ledde ett stort uppror mot det abbasidiska kalifatet omkring år 767. Saken slutade med hans nederlag och misslyckandet av hans uppror, och hans dotter Marajil var bland fångarna och bytet som den abbasidiska armén erhöll, och därför flyttade hon för att tjäna det abbasidiska hovet. Hon kunde tas som slav därför att hon var zoroastrier och inte muslim, i enlighet med de islamiska lagarna om krigsfångar från dar-al harb. 
Hennes syster Bakhtiyar al-Farsiyya  blev konkubin till prins Al-Mahdi (regent 775-785), medan hon själv blev konkubin till prins Harun al-Rashid. Vid sin ägares tronbestigning 786 födde hon en son som erkändes av kalifen som hans, något som gav henne status som umm walad. Hon insjuknade dock efter förlossningen och avled samma år.